# Trilofozaury
Trilofozaury (Trilophosauria) – rząd triasowych archozauromorfów. Obejmuje jedną rodzinę – Trilophosauridae. Były to średniej wielkości zwierzęta roślinożerne, przypominające nieco rynchozaury. Najlepiej poznany rodzaj – Trilophosaurus – osiągał do 3 m długości, z czego na czaszkę przypadało zaledwie 10–15 cm. Kość przedszczękowa i przednia część żuchwy były u trilofozaurów bezzębne i prawdopodobnie zakończone rogowym dziobem.
Z powodu braku w czaszkach trilofozaurów dolnego otworu skroniowego były one zaliczane do grupy Euryapsida wraz z zauropterygami. Prawdopodobnie otwór ten zanikł w wyniku ewolucji w celu wzmocnienia konstrukcji czaszki.
Ich skamieniałości znane są dotąd jedynie z późnotriasowych osadów w Ameryce Północnej i Europie.

## Klasyfikacja
- Podgromada Diapsida
  - Infragromada Archosauromorpha
    - Rząd TRILOPHOSAURIA
      - Rodzina TRILOPHOSAURIDAE
        - Rodzaj Trilophosaurus
        - Rodzaj Tricuspisaurus
        - Rodzaj Variodens